# Cyrtopogon saxicola
Cyrtopogon saxicola là một loài ruồi trong họ Asilidae. Cyrtopogon saxicola được Lehr miêu tả năm 1998. Loài này phân bố ở vùng Cổ Bắc giới.